# Harry Burton

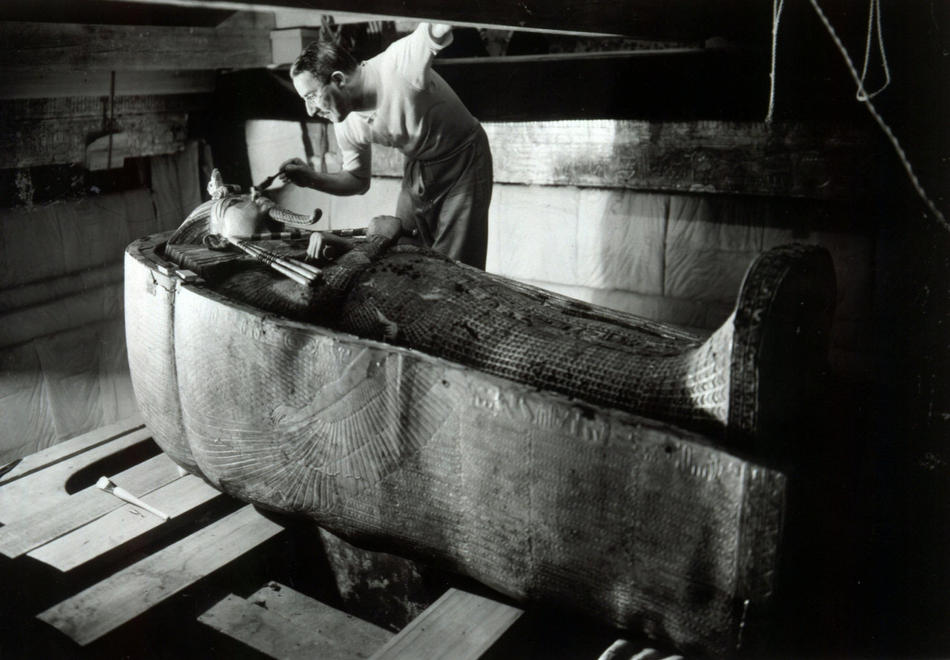
Howard Carter en la tumba de Tutankamón, fotografía de Harry Burton.

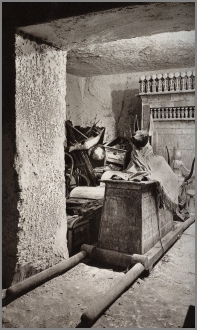
Fotografía de Harry Burton de 1922 del tesoro de la tumba de Tutankamón, donde aparece un santuario con andas y encima el dios Anubis.

Harry Burton (Stamford (Lincolnshire), 13 de septiembre de 1879-Asiut (Egipto), 27 de junio de 1940) fue un egiptólogo  y fotógrafo arqueológico británico. 

## Biografía
Hijo del oficial ebanista William Burton y su esposa Ann Hufton, es conocido sobre todo por sus fotografías de excavaciones arqueológicas del Valle de los Reyes en Egipto a principios del siglo XX. Sus fotografías más famosas son las aproximadamente 1400 que tomó para documentar la excavación de Howard Carter de la tumba de Tutankamón en 1922. El diario The Times publicó 142 de estas imágenes el 21 de febrero de 1923. Permaneció en Egipto después de las excavaciones de esta tumba, muriendo allí en 1940. Está enterrado en el Cementerio Americano en Asiut.

## Obra
Se formó en Florencia, Italia, donde trabajaba para el historiador de arte Henry Cust y allí conoció a Theodore Davis, que le contrató para trabajar en el Valle de los Reyes en 1910. Cuando el anterior director de campo principal Ernest Harold Jones murió en 1911, Burton le sustituyó y continuó el diario de trabajo que llevaba. En 1912 realizó trabajos de desescombro en la tumba KV3 del hijo de Ramsés III y continuó con la excavación de la KV47 (de Siptah). En la campaña 1913-1914 desescombró la KV7 (de Ramsés II).
Desde 1914 trabajó para la expedición egipcia del Museo Metropolitano de Arte, a menudo con Herbert E. Winlock. El museo le prestó, en comisión de servicios a Howard Carter y a George Herbert de Carnarvon para que registrara los hallazgos del equipo de excavación británico en la tumba de Tutankamón. Pasó ocho años fotografiando esta tumba KV62 y sus restos arqueológicos. Burton experimentó también con la grabación de documentales en la década de 1920, incluyendo varias horas que documentaban la excavación de la tumba. 
En 1969, el Museo Metropolitano de Arte realizó una exposición especial centrada en Burton: The Pharaoh's Photographer: Harry Burton, Tutankhamun, and the Metropolitan's Egyptian Expedition (El fotógrafo del faraón: Harry Burton, Tutankamón y la expedición egipcia del Metropolitano). El 26 de mayo de 2006, el Instituto Oriental de la Universidad de Chicago inauguró una exhibición de fotografías de Burton sobre Tutankamón llamada: Wonderful Things! The Discovery of the Tomb of Tutankhamun: The Harry Burton Photographs (¡Cosas maravillosas! El descubrimiento de la tumba de Tutankamón: las fotografías de Harry Burton). 
De julio a noviembre de 2014, el Ashmolean Museum de Oxford exhibió muchas de las fotografías originales de Burton en la exposición Discovering Tutankhamun, junto con registros, dibujos y fotografías del Instituto Griffith.